# Előadó-művészet
Az előadó-művészet azon művészi produkciók összefoglaló elnevezése, amelyek (szemben az alkotóművészettel) nem új műveket hoznak létre, hanem a közvetlenül nem élményszerű formában (írásban, kotta, koreográfia) rögzített művek élményszerű átélését teszik lehetővé.
Szűkebb értelemben: a szavalás művészete (szemben a színművészettel). Az irodalmi szöveget csak elmondva-elszavalva (de el nem játszva) reprodukáló előadói tevékenység, vagyis versekből, prózarészletekből és sanzonokból összeállított színpadi, pódiumi produkciók általában egyszemélyes előadása.

## Az előadó-művészeti szakágazatról
Alkotó-, művészeti, szórakoztató tevékenységek egyik szakágazata. Fő ágai a színházművészet, a szavalóművészet, az ének-, tánc- és hangszeres zenei előadó-művészet. Az előadó-művészet sohasem jelenthet mechanikus reprodukálást, hanem interpretálás, azaz értelmezés, mely az eredeti művészi alkotás módosítását, kifejezés- és hatásmechanizmusának bővítését jelenti. Az előadandó mű döntően meghatározza azt a mozgásteret, amelyben az előadóművész a maga felfogását érvényesítheti, s ha ezt a keretet túllépi, rendszerint meghamisítja a művet, vagy társszerzői, adaptálói tevékenységbe csap át; ennek ellenére az előadó-művészet nem nélkülözi az alkotói jelleg bizonyos mértékű jelenlétét.

### Az előadó-művészeti szakágazatba tartozó ágak
- az élő színházi, koncert-, opera- vagy táncművek és egyéb színpadi alkotások bemutatása;
- művészcsoportok, cirkuszok vagy társulatok, zenekarok, együttesek előadói tevékenysége;
- az egyéni művész (színész, táncos, zenész, szövegmondó és egyéb előadó) tevékenysége.
Az alkotóművészet és a film-, video-, televízióműsor-gyártás külön ágat, szakágakat képeznek.

## A fogalomról
Az alkotóművészettel szemben az előadó-művészetben új műveket nem hoznak létre. Művészi produkciók keretében a már szövegesen, illetve kotta vagy koreográfia formájában rögzített művek élményszerű átélését teszik lehetővé.
Már a művészi felolvasás is ide tartozik, – aminek speciális válfaja a szónoklat és a szavalás is, – de leggyakoribb és legkifinomultabb formája a színielőadás.
Az előadó-művészetet az esztétikával foglalkozó szakemberek gyakran "másodrangú művészet"-nek szokták nevezni, mivel csak meglévő alkotásokat tud reprodukálni s alkotóját általában nem éli túl. Ennek az a rendkívüli közvetlen hatása, hogy a színházak és hangversenyek hallgatóit legalább olyan mértékben vonzza az eladók művészete, mint az előadott művek. Elméleti irodalma mindig mellékes marad, mert valójában csak a gyakorlat taníthat meg rá.